# Redwood Falls (Minnesota)
Redwood Falls – miasto w Stanach Zjednoczonych, w stanie Minnesota, siedziba administracyjna hrabstwa Redwood.